# 布支杜爾省
26°08′N 14°30′W / 26.133°N 14.500°W
布支杜爾省（阿拉伯语：‎），是摩洛哥的省份，位於該國中南部，由阿尤恩-薩基亞-阿姆拉大區負責管轄，首府設於布支杜爾，面積43,753平方公里，2014年人口50,566，人口密度每平方公里1.2人。